# Збишевиці (Великопольське воєводство)
Збишевиці (пол. Zbyszewice) — село в Польщі, у гміні Марґонін Ходзезького повіту Великопольського воєводства.
Населення — 292 особи (2011).
У 1975-1998 роках село належало до Пільського воєводства.

## Демографія
Демографічна структура станом на 31 березня 2011 року:
|          | Загалом | Допрацездатний вік | Працездатний вік | Постпрацездатний вік |
| -------- | ------- | ------------------ | ---------------- | -------------------- |
| Чоловіки | 144     | 36                 | 93               | 15                   |
| Жінки    | 148     | 33                 | 92               | 23                   |
| Разом    | 292     | 69                 | 185              | 38                   |